# Holger Bleck

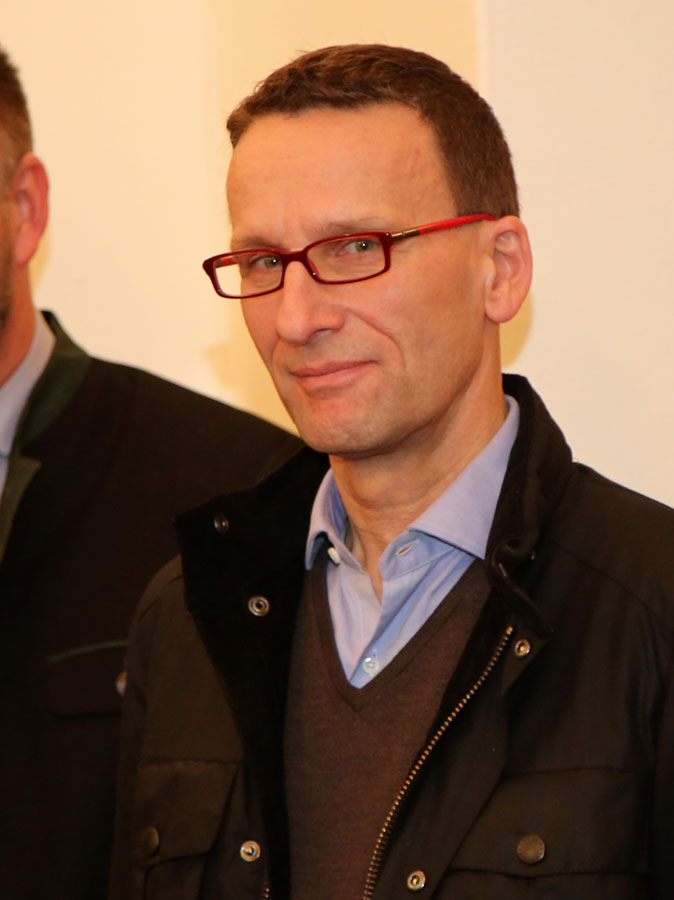
Holger Bleck (2013)

Holger Bleck (* 1962 in Warburg) ist ein deutscher Musikwissenschaftler, -manager und Intendant.

## Werdegang
Bleck studierte Klarinette und Musiktheorie an der Musikhochschule Detmold und Musikwissenschaft an der Universität zu Köln, wirkte anschließend an der Kölner Philharmonie und dem Schlosstheater Celle. Seit 1998 lebt er in Österreich, wo er gemeinsam mit Isabella Gabor bis 2012 die Wiener Kammeroper leitete und seit Anfang 2016 Intendant des Carinthischen Sommers ist. Bleck ist seit 1999 Geschäftsführer des Internationalen Hans-Gabor-Belvedere-Gesangswettbewerbs. Im August 2022 wurde bekanntgegeben, dass Bleck mit Ende der Saison 2023 die Intendanz beim Carinthischen Sommer beendet. Als seine Nachfolgerin wurde im April 2023 Nadja Kayali vorgestellt.